# Il Grand Canyon di Yellowstone
Il Grand Canyon di Yellowstone (The Grand Canyon of the Yellowstone) è un dipinto a olio su tela creato dall'artista anglo-statunitense Thomas Moran nel 1872. È noto per aver fatto aumentare l'interesse del pubblico americano negli sforzi di conservazione del patrimonio paesaggistico. Il dipinto si trova al museo del Dipartimento degli Interni degli Stati Uniti.

## Storia e descrizione
Nel 1871 Moran partecipò a un rilevamento topografico, guidato da Ferdinand Vandeveer Hayden, che esplorò l'area che sarebbe divenuta il parco nazionale di Yellowstone. Moran passò vari giorni a fare schizzi del Grand Canyon dello Yellowstone da punti di vista diversi. Il rapporto ampio di Hayden sulla spedizione, che includeva gli schizzi e le pitture di Moran, così come le fotografie di William Henry Jackson, ebbe un ruolo determinante nel convincere il Congresso a preservare l'area come parco nazionale. Il primo marzo del 1872, Yellowstone divenne il primo parco nazionale al mondo, quando il presidente Ulysses S. Grant firmò la legge sulla protezione del parco nazionale di Yellowstone.
Il Grand Canyon di Yellowstone offre una vista idealizzata della topografia del Gran Canyon dello Yellowstone alla fine del diciannovesimo secolo. L'attenzione dello spettatore è attratta dal fiume Yellowstone che scorre attraverso la gola a forma di V, nonostante il fiume sembri piccolo dinnanzi al paesaggio roccioso e arido, dominato dall'ocra e dal marrone. Degli abeti e dei pini punteggiano il panorama solitario. Anche se il dipinto richiama alla mente un ambiente primordiale intoccato dalla civiltà, quattro piccole figure (incluso un nativo americano), ammirano la maestosità della natura, e si possono vedere in primo piano.
Il dipinto grande fu acquistato dal Congresso nel 1872 per diecimila dollari e venne esposto al Campidoglio statunitense: fu la prima opera pittorica di un artista statunitense ad esservi esposta. Nel 1950, il presidente Harry Truman firmò la legge pubblica Law 81-603 e trasferì il dipinto alla custodia permanente del dipartimento degli Interni degli Stati Uniti d'America. Fa parte della collezione del museo del dipartimento degli Interni degli S.U.A., dove è esposto al pubblico.
Moran riscontrò un successo critico e commerciale con i suoi schizzi e i dipinti dello Yellowstone. In seguito viaggiò negli Stati Uniti occidentali e creò molte altre opere d'arte, tra le quali figura un secondo dipinto dal titolo Il Grand Canyon di Yellowstone (1893-1901), che mostra un trattamento più maturo dello stesso paesaggio.

## Accoglienza
Il Grand Canyon di Yellowstone venne accolto con favore dalla critica. Il poeta ed editore Richard Watson Gilder la definì "l'opera d'arte più notevole che sia mai stata esposta in questo paese da molto tempo." Il dipinto catturò inoltre l'immaginazione del pubblico, e influenzò la decisione di preservare il parco nazionale dello Yellowstone per le generazioni future.